# サマンサ・チア
サマンサ・チア（Samantha Tjhia、1991年3月29日 -）は、カナダ最大のモデルコンテスト"Model and Talent Search Canada"でチャイルド・オブ・ザ・イヤーを受賞した女性。ウーシュー（Wushu：中国武術）のパフォーマー。北京オリンピックの特別種目となった中国武術ではカナダ代表選手として出場経験をもつ。XMA（エクストリーム・マーシャルアーツ）のアクロバットスタントチーム、2XTREME（ツーエックス）に所属。
| スタブアイコン | サブスタブ | この項目は、まだ閲覧者の調べものの参照としては役立たない、人物に関連した書きかけの項目です。この項目を加筆・訂正などしてくださる協力者を求めています（P:人物伝/PJ:人物伝）。 |